# Angels Landing
Angels Landing, conhecido anteriormente como Temple of Aeolus, é uma formação rochosa de 454 metros de altura situada no Parque Nacional de Zion, no sudoeste de Utah, Estados Unidos. Uma trilha renomada cortada em rocha sólida em 1926 leva ao topo do Angels Landing e oferece vistas panorâmicas do Cânion Zion.

## Trilha
A trilha para Angels Landing tem quatro quilômetros de extensão com um ganho de elevação aproximado de 460 metros. A caminhada é classificada como uma dificuldade de classe 3 com base no Sistema Decimal de Yosemite. Ela começa no ponto de desembarque Grotto no sistema de transporte do parque, que opera do início da primavera até o final do outono. Ela segue aproximadamente o caminho do rio Virgin por alguma distância ao longo da Trilha da Margem Oeste, ganhando elevação lentamente em terreno arenoso. A maior parte da trilha é subida no caminho até Angels Landing. À medida que a trilha fica mais íngreme e sai da rota do rio, ela se torna pavimentada. Após uma série de ziguezagues íngremes, a trilha passa pela região entre Angels Landing e o Cânion Zion, que é uma subida gradual. Walter's Wiggles, uma série de 21 curvas fechadas íngremes, são o último obstáculo antes do Scout Lookout. Os meneios receberam o nome de Walter Ruesch, que foi o primeiro superintendente do Parque Nacional de Zion e construiu as curvas em 1926.
Scout Lookout é geralmente o ponto de retorno para aqueles que não estão dispostos a fazer o esforço final para chegar ao topo do Angels Landing. A última meia milha da trilha é extenuante e ladeada por inúmeras quedas acentuadas e caminhos estreitos. Correntes para segurar são fornecidas para partes da última meia milha até o topo a 1.760 metros.
O trecho de meia milha ao longo da espinha, a Trilha do Angels Landing-Trilha da Margem Oeste, foi listada no Registro Nacional de Lugares Históricos em 1987.
Em julho de 2018, a trilha foi fechada devido aos danos causados por uma forte tempestade e foi reaberta em setembro de 2018.
Desde 2022, os caminhantes que vão além do Scout Lookout são obrigados a ter uma autorização. Este programa de autorização foi instituído devido à superlotação em anos anteriores e tem como objetivo melhorar as experiências dos visitantes, proteger o parque e aumentar a segurança da caminhada. As autorizações podem ser adquiridas do National Park Service em uma loteria sazonal trimestral, bem como por meio de uma solicitação feita um dia antes.

## Clima
A primavera e o outono são as estações mais favoráveis para visitar Angels Landing. De acordo com o sistema de classificação climática de Köppen, ele está localizado em uma zona de clima semiárido frio, que é definida pelo mês mais frio tendo uma temperatura média abaixo de 0 °C, e pelo menos 50% da precipitação anual total sendo recebida durante a primavera e o verão. Este clima desértico recebe menos de 250 milímetros de precipitação anual, e a queda de neve é geralmente leve durante o inverno.

## Rotas de escalada
As rotas de escalada no Angels Landing incluem:
- Prodigal Son – classe 5.7 V C2 – 9 enfiadas
- Lowe Route – classe 5.13 ou 5.9 IV/V C3 – 13 enfiadas
- Northeast Buttress – classe 5.10+ IV – 8 enfiadas
- South Face – classe 5.10 II – 3 enfiadas
- Ball and Chain – classe 5.12d V A0 – 9 enfiadas
- Angels Hair – classe 5.13a V – 11 enfiadas

## Galeria

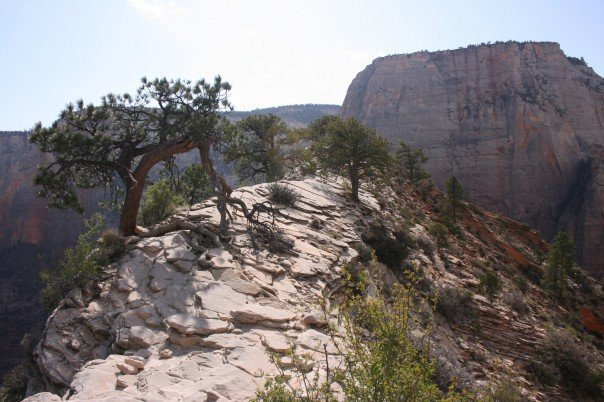
Cume do Angels Landing
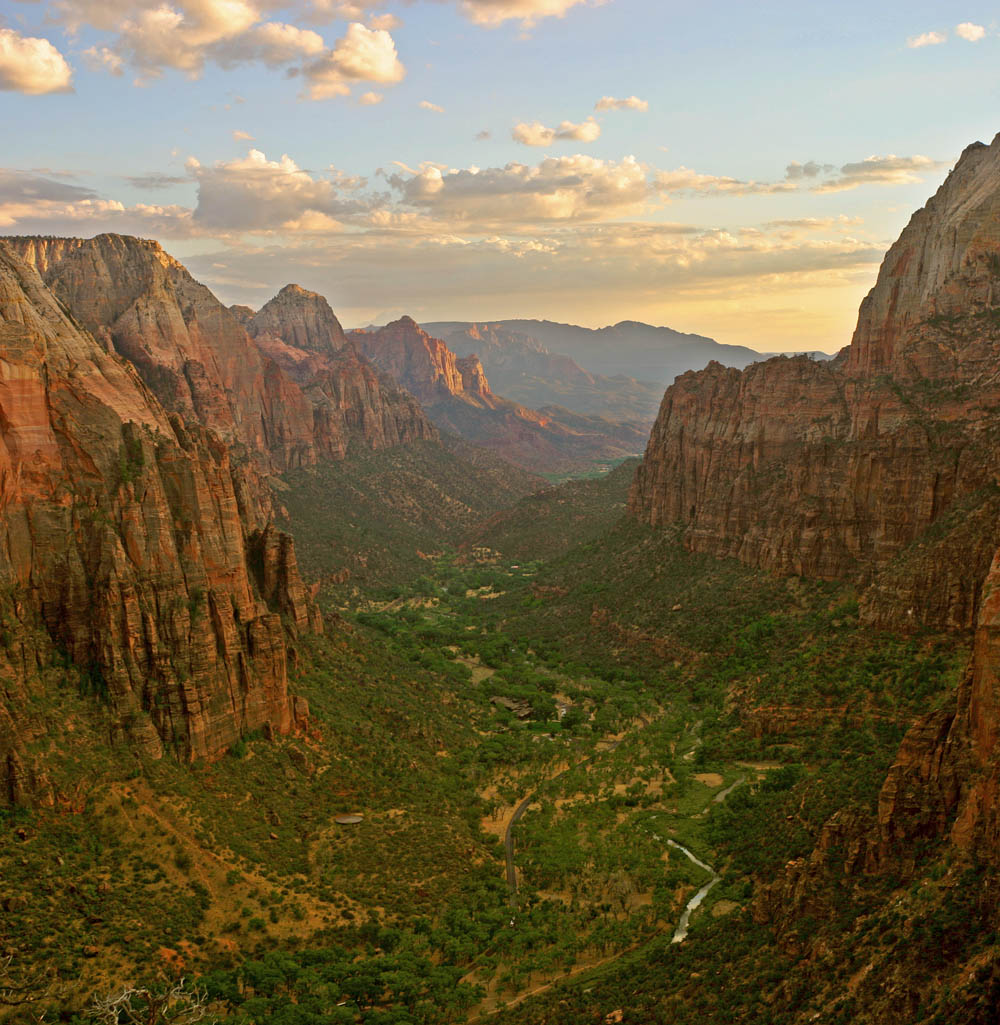
Cânion Zion visto do cume do Angels Landing
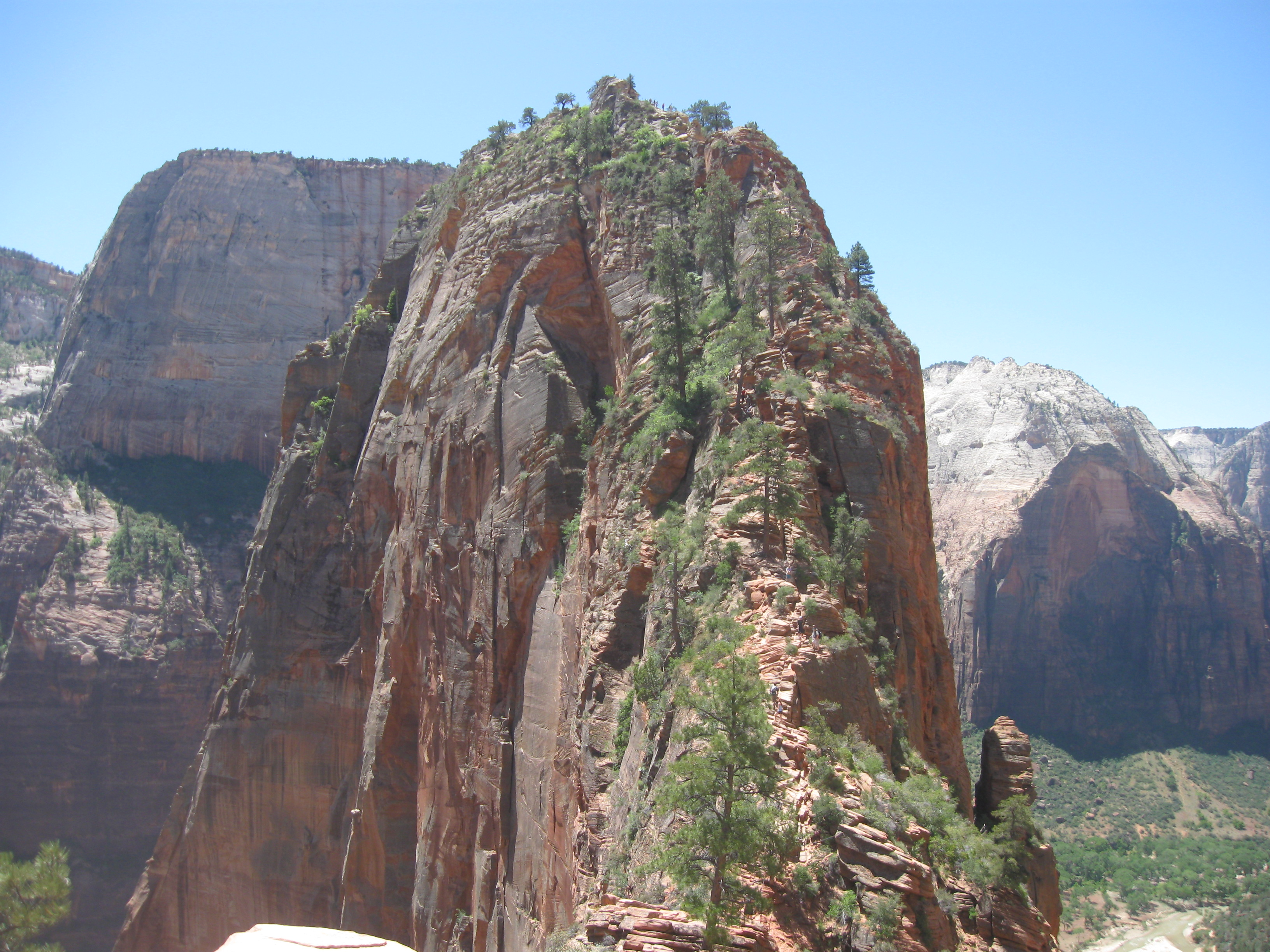
Vista para o topo do Angels Landing
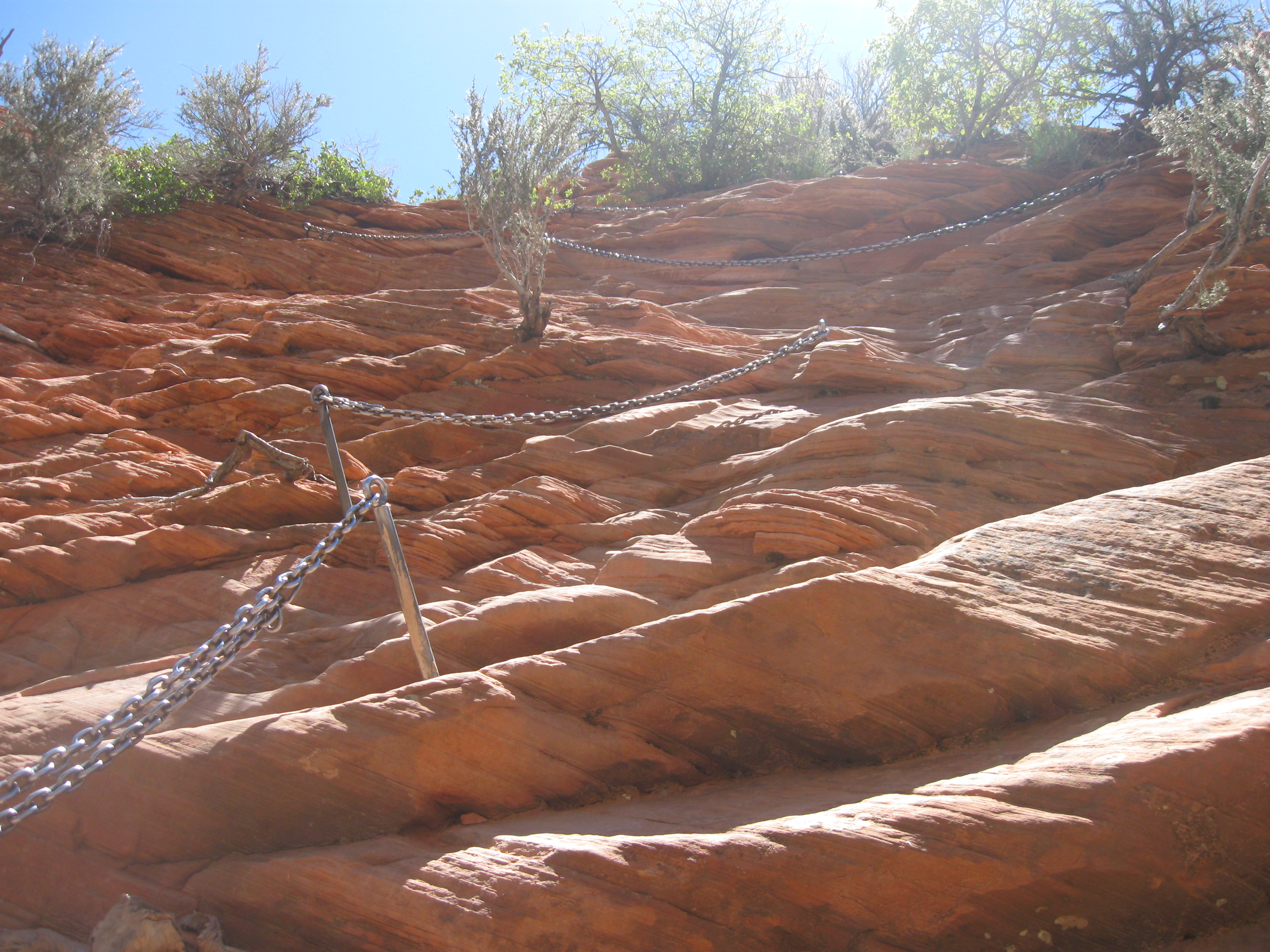
Trilha do Angels Landing incluindo cabos de corrente
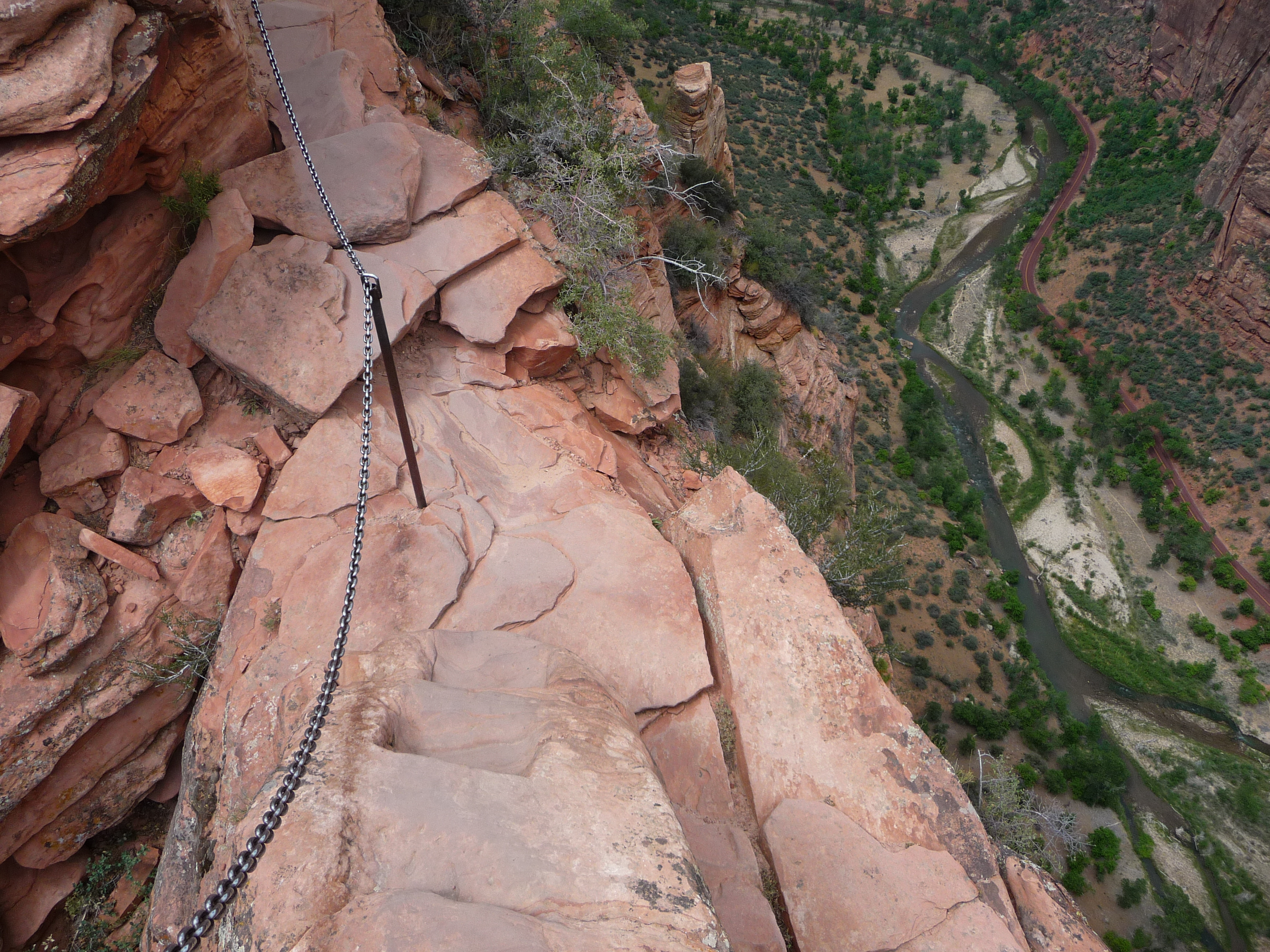
Cânion Zion visto do Angels Landing, mostrando o imenso relevo vertical